# Paphiopedilum rothschildianum
Espèce
Classification phylogénétique
Statut CITES
Paphiopedilum rothschildianum est une espèce de plantes à fleurs de la famille des orchidaceae (les orchidées) et du genre Paphiopedilum. Elle est originaire de Bornéo. C'est l'un des Paphiopedilum les plus impressionnants et les plus rares.

## Description
Cette grande orchidée produit des touffes de feuilles, vert franc, mesurant environ une cinquantaine de centimètres, disposées en éventail. L'inflorescence produite au printemps est brun-rouge, et velue. Elle porte 3 à 5 fleurs. Ces dernières mesurent environ 20 cm de diamètre. Le labelle anguleux et proéminent est veiné allant du lie-de-vin au brun-rouge. Les pétales, blanchâtres, sont très étroits et allongés, finement tachetés et striés de grenat sombre. Il en est de même pour les sépales.

## Habitat

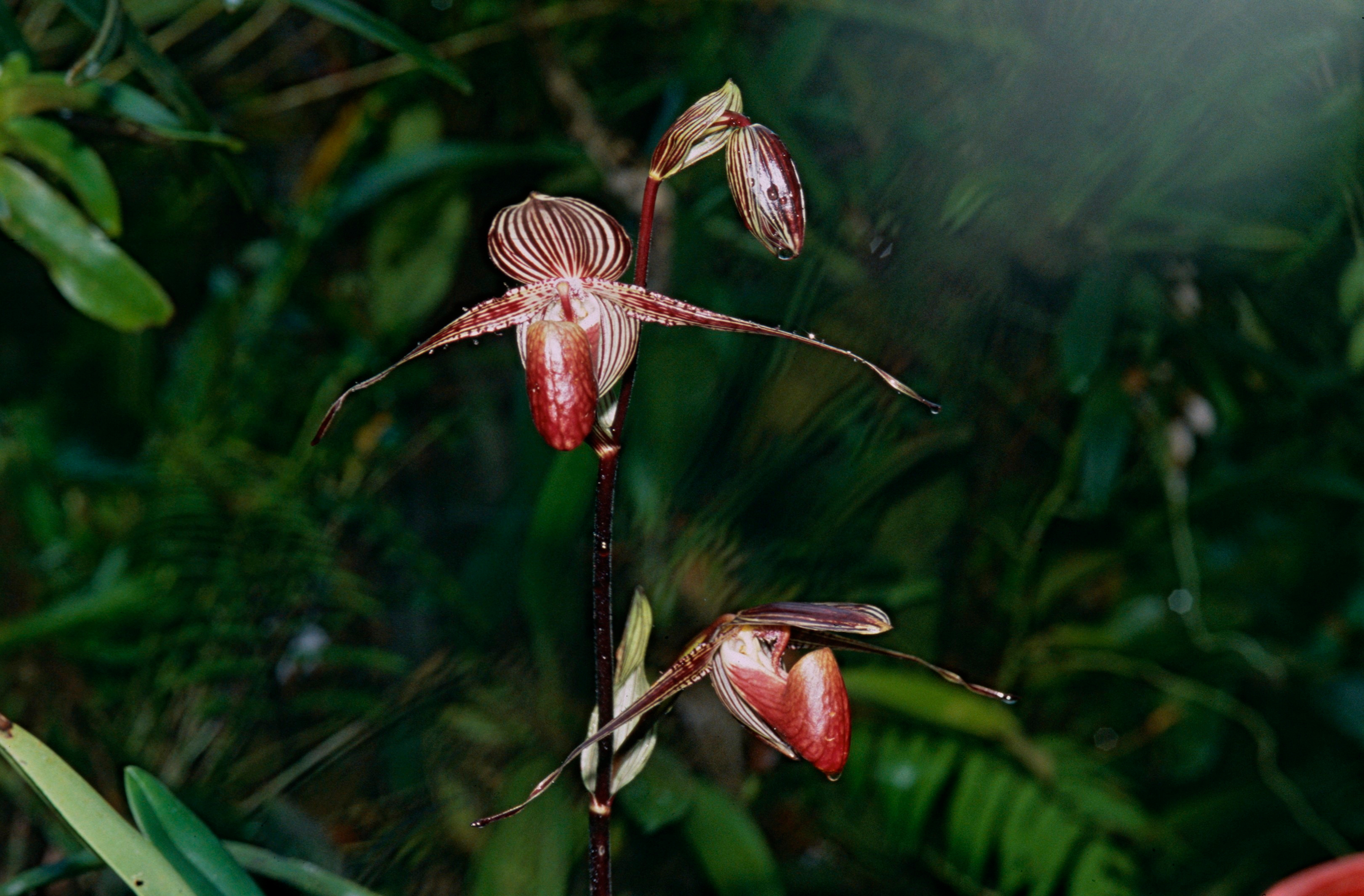
Paphiopedilum rothschildianum (Parc national du Kinabalu, en Malaisie).

C'est une orchidée terrestre forestière poussant habituellement au bord des cours d'eau, enfonçant ses racines dans la mousse et les anfractuosités rocheuses à la recherche d'humus. Son aire de répartition est extrêmement réduite. On ne la trouve qu'autour du mont Kinabalu, au nord de Bornéo, dans la province malaise de Sabah, entre 500 et 900 m d'altitude.
Cette aire de répartition inclut un risque pour l'espèce. Le déboisement bien sûr est la menace principale, pour beaucoup d'autres espèces aussi d'ailleurs, ainsi que la cueillette pour la revente illégale des plants.

## Horticulture
Sa culture est facile, mais sa croissance assez lente. On doit la planter dans un pot garni d'un substrat léger : écorce hachée (1-2cm), billes d'argiles, sphaigne hachée. L'arrosage doit être copieux pendant la période de croissance (de mai à décembre), mais il faut maintenir tout juste humide entre janvier et avril. Il est conseillé de fertiliser tous les deux arrosages pendant la période de croissance. Une température de 20-25 °C le jour et 10-12 °C la nuit est idéale.
En raison de ses fleurs impressionnantes, cette espèce a été très largement utilisée pour la création d'hybrides, parmi lesquels les plus célèbres :
- Paphiopedilum 'Prince Edward of York' : Paphiopedilum rothschildianum × Paphiopedilum sanderianum
- Paphiopedilum 'Lady Isabel' : Paphiopedilum rothschildianum × Paphiopedilum stonei
- Paphiopedilum 'Saint Swithin' : Paphiopedilum rothschildianum × Paphiopedilum philippinense
- Paphiopedilum 'Harold Koopowitz' : Paphiopedilum rothschildianum × Paphiopedilum malipoense
- Paphiopedilum 'Prime Child' : Paphiopedilum rothschildianum × Paphiopedilum primulinum

Toutefois il existe plusieurs milliers d'hybrides ayant pour origine cette orchidée et elle a quasiment été croisée avec toutes les espèces du genre Paphiopedilum.

## Synonyme
- Cypripedium rothschildianum Rchb.f.

## Orangeriedu jardin du Luxembourg
L'Orangerie du Jardin du Luxembourg de Paris détient un certain nombre de spécimens depuis de nombreuses années. Paph. Johanna Burkhardt (Paphiopedilum rothschildianum x Paphiopedilum adductum), ainsi qu'un certain nombre d'autres espèces détenues par l'Orangerie, sont périodiquement présentées et exposées à la visite au public.

## Aspects culturels et historiques
- Dans la série Penny Dreadful (Quatrième épisode de la première saison), dans un jardin botanique londonien, Dorian Gray présente cette espèce à la protagoniste Vanessa Ives sous le nom de Sabots de Rothschild.

## Galerie

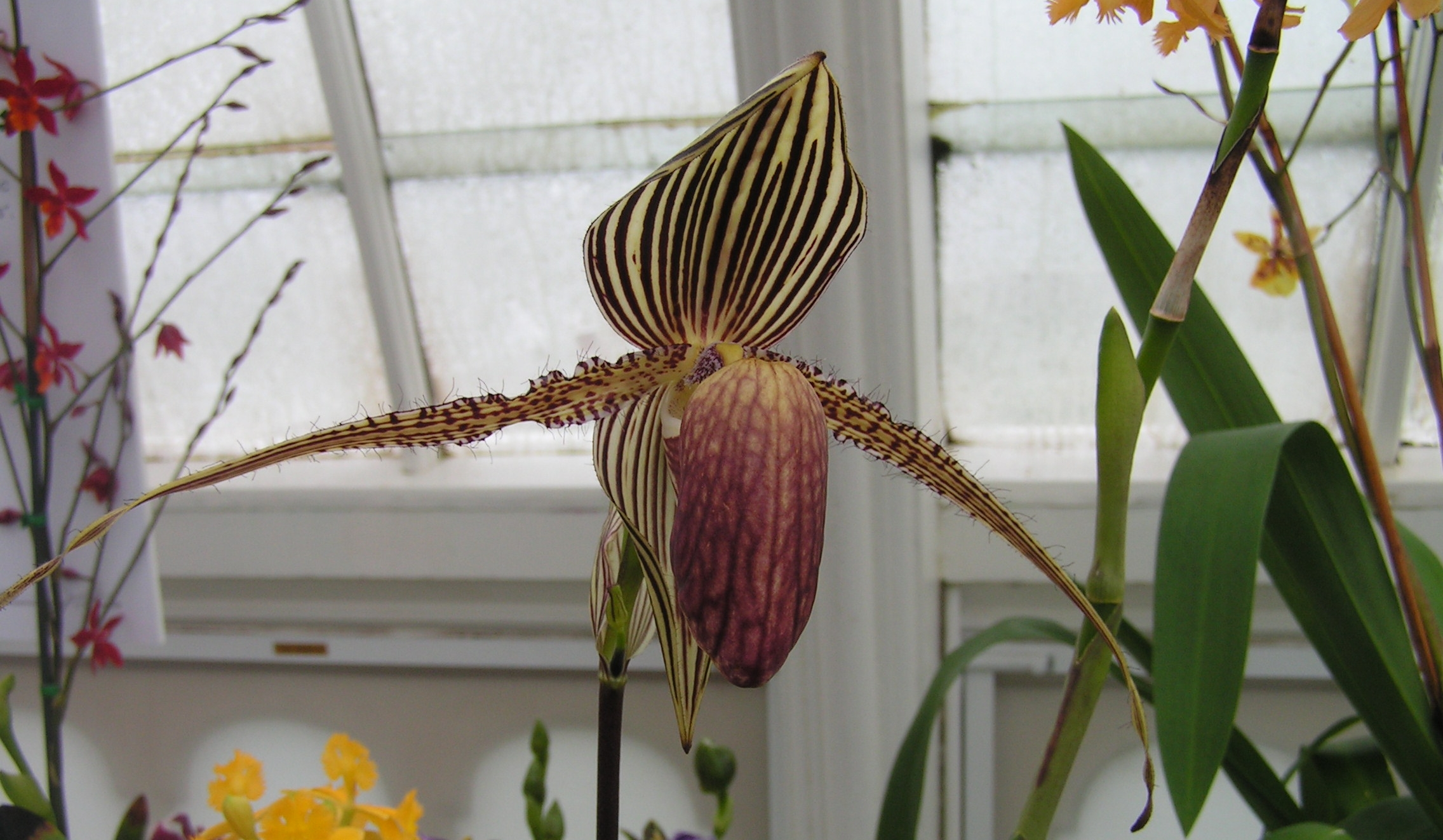
Paphiopedilum rothschildianum.
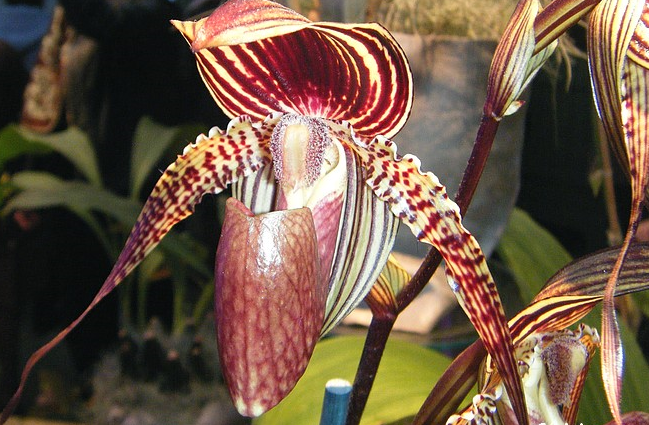
Paphiopedilum Johanna Burkhardt (Paphiopedilum rothschildianum x Paphiopedilum adductum).